# Julia Nizan
 (février 2025).
Pour les articles homonymes, voir Nizan.
Julia Nizan, née le 1er juillet 2003, est une patineuse de vitesse française.

## Biographie
Julia Nizan est formée au roller à Locminé. En 2021, elle est championne de France junior de marathon roller.
Elle se met au patinage de vitesse en 2024, peu après la reprise de la discipline par la Fédération française de roller et skateboard ; la Fédération monte une équipe de six femmes, toutes issues du roller de vitesse, dont elle fait partie. En trente jours d'entraînement sur glace, elle obtient les minimas européens sur le 3000 mètres. Elle emménage aux Pays-Bas pour la saison 2024-2025, la France n'ayant aucun anneau de vitesse,, avec son compagnon.
En octobre 2024, invitée aux championnats d'Allemagne de patinage de vitesse à la suite d'un stage d'entraînement à Inzell aux côtés de Mathilde Pédronno, elle bat le record de France féminin du 5000 mètres, resté intouché depuis 1987. Une semaine plus tôt, elle bat le record de France féminin du 1500 mètres et du 3000 mètres. Elle établit ainsi les minimas pour la coupe du monde, aux côtés de Violette Braun.
En décembre de la même année, les championnats de France sont organisés à Inzell. Elle arrive deuxième du 1500 mètres et du 3000 mètres et quatrième du 1000 mètres. Elle finit première femme du mass start.
En janvier 2025, elle est la première Française depuis Marie-France van Helden et Stéphanie Dumont en 1988 à participer aux championnats d'Europe de patinage de vitesse à Heerenveen,. Elle finit quinzième du classement général. En mai 2025, elle est 20e du classement général d'une manche de World Skate à Senigallia.